# Ivan Perkovac
Ivan Perkovac (Harmica, Brdovec, 23. svibnja 1826. – Samobor, 16. travnja 1871.), publicist, urednik „Pozora“ i „Vienca“, zastupnik u Hrvatskom saboru, tajnik Matice hrvatske.
Ivan Perkovac rođen je u Harmici kod Brdovca, 1826. Završio je Klasičnu gimnaziju u Zagrebu 1843. godine. Pokrenuo je niz novinskih izdanja, od kojih valja posebno istaći Pozor (kasnije Obzor). Surađivao je u Gajevim Novinama i Kušlanovom Slavenskom jugu, te uređivao časopis Matice hrvatske Neven. Uveo je mladog Šimu Mazzuru u novinstvu, davši mu mjesto izvjestitelja zagrebačkog Pozora za talijanski tisak.
Aktivno je sudjelovao u tadašnjem političkom životu Hrvatske, zalažući se za potrebu realne unije s Ugarskom, uz prethodno priznanje teritorijalne cjelovitosti i političke samostalnosti. Nakon sklapanja Hrvatsko-ugarske nagodbe više se posvećuje književnom radu, a jedan je od osnivača Vienca. Umro je u Samoboru 1871. godine.
Nadgrobni spomenik djelo je Ivana Rendića, jednog od najistaknutijih kipara s prijelaza 19. u 20. stoljeće, a sastoji se od stiliziranog antičkog sarkofaga s velikim kamenim križem u sredini na koji je naslonjen ženski lik u narodnoj nošnji s vijencem u ruci. Ženski lik predstavlja Domovinu. Spomenik Ivanu Perkovcu podignut je i svečano otkriven 30. rujna 1875. godine, uz sjajan prigodni govor Augusta Šenoe. Prvi put je spomenik popravljan 1902. godine. Tom je prilikom u podnožju spomenika nađena već uništena metalna kutija s tekstom spomenice iz 1875. godine. Prepisan je i ponovno stavljen u podnožje spomenika. 1940 godine spomenik očišćen i konzerviran o trošku samoborskog općinskog zastupstva, a njegova je ponovna obnova bila neophodna. Podatci o Ivanu Perkovcu, grobnici sa spomenikom, obilježavanje Perkovčevih godišnjica, fotografije i ostalo nalazi se u pismohrani Samoborskog muzeja sakupljeno najvećim dijelom marom pokojnog gospodina Ivice Sudnika.

## Djela
Pripovijetke pisane s vidnim realističkim sklonostima (djelovao na Šenou):
- Župnikova sestra
- Stankovačka učiteljica.

Zanimljive memoarske bilješke, pune podataka o nesretnoj Jelačićevoj intervenciji 1848.